# Il bell'Antonio (film)
Il bell'Antonio è un film del 1960 diretto da Mauro Bolognini, liberamente tratto dall'omonimo romanzo di Vitaliano Brancati.
Rispetto al romanzo di Brancati (che, deceduto nel 1954, ebbe comunque attribuito postumo il soggetto del film), la vicenda è spostata di una trentina d'anni, ovvero nella Catania dei primi anni sessanta, e i fatti narrati nel libro sono sintetizzati e accorpati, quando non omessi del tutto; inoltre viene sorvolata la critica antifascista, che svolgeva un ruolo predominante nell'opera di Brancati, e la vicenda si svolge con tempistiche molto più ravvicinate.

## Trama

Marcello Mastroianni in una scena del film.

Il giovane catanese Antonio Magnano torna a casa dei genitori dopo aver studiato e vissuto a Roma. Bello ed elegante, Antonio è assai ambito dalle ragazze; per di più la sua famiglia ha fama di avere componenti molto "virili". Il padre chiede ad Antonio, prossimo ai trent'anni, di abbandonare la vita da scapolo e di prender moglie, indicando Barbara, la figlia del notaio Puglisi, quale donna ideale in quanto "ben fatta, onesta e ricca".
A una festa suo cugino Edoardo gli mostra per la prima volta la fotografia di Barbara Puglisi: Antonio viene immediatamente conquistato dalla sua bellezza. Tornato a casa, Antonio sveglia i genitori e annuncia loro immediatamente la sua intenzione di sposarla. I genitori, Alfio e Rosaria si congratulano per la scelta di una ragazza seria e di buona famiglia. Un ruolo di prima importanza per questo matrimonio combinato dalle famiglie è lo scambio di favori tra le due parti, che siano legali oppure no.
Nei primi mesi gli sposini si dimostrano grande affetto, anche se non vanno oltre baci appassionati, ma dopo un anno dal matrimonio si presenta a casa Magnano il padre di Barbara, che si lamenta con don Alfio del fatto che la figlia sia ancora vergine. Incredulo, il cavaliere lo scaccia e subito telefona al figlio per sincerarsi che quelle del consuocero siano solo basse insinuazioni. Antonio conferma da parte sua che le cose vanno bene.
La famiglia di Barbara era venuta a sapere parecchi mesi prima che il matrimonio non era stato consumato, ma non aveva ritenuto opportuno intervenire. Solo in un secondo tempo, quando si presenta l'occasione di combinare un matrimonio finanziariamente più vantaggioso, il padre di Barbara, senza che né Antonio né la sua famiglia sappiano niente, procede presso la Sacra Rota per far annullare il matrimonio in quanto non consumato; per di più con il consenso di Barbara, per la quale si è anche trovato un nuovo pretendente di ricca famiglia, il duca di Bronte.
Antonio è in collera con il suocero e ora si trova respinto anche dalla moglie, che gli rivela tutta la sua ostilità. Sconvolto, non può far altro che sfogarsi con Edoardo,  al quale rivela le sue prime infelici passioni a Roma, vanificate dall'impotenza, che un tempo non si verificava; con Barbara, di cui si era subito innamorato, era convinto che le cose avrebbero funzionato. Arriva comunque il giorno in cui il matrimonio viene annullato e Barbara sposa il ricco duca, lasciando Antonio nello sconforto e Alfio nella rabbia. Quest'ultimo, per orgoglio virile e familiare, si intrattiene quella sera stessa con una prostituta, e proprio in tale frangente muore d'infarto.
Antonio è ancora innamorato di Barbara e non può che vivere nel suo struggente ricordo. Poco tempo dopo Santuzza, la giovane servetta di casa Magnano, rimane incinta e Rosaria, interrogandosi su chi possa essere il padre, si volta verso Antonio, che non le risponde, lasciandola pertanto credere quello che desidera. Rosaria, colma di gioia, annuncia le prossime nozze del figlio con la ragazza, anche e soprattutto per ristabilire l'onore della famiglia. Si tratta di una gravidanza che arriva al momento opportuno: la servetta avrà un marito, il figlio avrà un padre, Antonio e la famiglia godranno di un improvviso salvataggio del loro onore di fronte alla società. 
Nella sequenza finale, Antonio riceve una telefonata di Edoardo, che si congratula col cugino ma gli dice anche, con tono risoluto, di voler essere lui il padrino di battesimo: tutto lascia dunque pensare che sia Edoardo (peraltro in passato già interessato a Santuzza) il vero padre del bambino.

## Produzione
Il film fu prodotto dalla neonata Arco Film di Alfredo Bini che, su richiesta del regista Bolognini, firmò con gli eredi di Vitaliano Brancati la cessione dei diritti del libro nell'estate 1959. All'epoca il libro era nella lista dei progetti "non graditi" e diversi produttori avevano già desistito dall'idea di portarlo sullo schermo. Carlo Ponti aveva chiesto allo stesso Brancati di preparare una sceneggiatura con l'idea di dare a Sophia Loren la parte della protagonista, ma il progetto fu bloccato dall'allora sottosegretario per lo spettacolo, Giulio Andreotti.
A rendere tutto più complicato ci fu la decisione di Bolognini di servirsi di Pier Paolo Pasolini come sceneggiatore. A una prima presentazione del copione al Ministero, la commissione di censura negò il visto perché «disdicevole per il popolo italiano». Partendo da un finanziamento di soli dieci milioni di lire, le riprese partirono ugualmente con gli esterni da girare a Catania. Il ruolo del protagonista era stato assegnato inizialmente a Jacques Charrier, che però diede forfait all'ultimo momento. Fu allora che Bolognini si rivolse a Mastroianni. Una volta completato, il film fu comunque sottoposto al giudizio della commissione di censura, che impose il taglio di alcune scene, come quella in cui Alfio va in una casa di tolleranza per dimostrare che il figlio non poteva essere impotente.

## Riconoscimenti
- Vela d'Oro 1960 al Festival del cinema di Locarno
- Selezionato tra i 100 film italiani da salvare.[3][4]